# Örvös gébics
Az örvös gébics (Lanius collaris) a madarak osztályának verébalakúak (Passeriformes) rendjén belül a gébicsfélék (Laniidaee) családjába tartozó faj. Trópusi és szubtrópusi erdők és szavannák lakója.

## Előfordulása
Angola, Benin, Botswana, Burundi, a Dél-afrikai Köztársaság, Kamerun, a Közép-afrikai Köztársaság, a Kongói Köztársaság, a Kongói Demokratikus Köztársaság, Egyenlítői-Guinea, Eritrea, Etiópia, Gabon, Ghána, Guinea, Kenya, Lesotho, Libéria, Malawi, Mali, Mozambik, Namíbia, Nigéria, Ruanda, Sierra Leone, Szudán, Szváziföld, Tanzánia, Togo, Uganda, Zambia és Zimbabwe területén honos. Kóborlásai során eljut Burkina Fasóba, Mauritániába és Nigerbe is.

## Megjelenése
Testhossza 21-23 centiméter.
|  |

## Külső hivatkozás
- Képek az interneten a fajról
- Internet Bird Collection - videók a fajról